# Аксогимський сільський округ
Аксоги́мский сільський округ (каз. Ақсоғым ауылдық округі, рос. Аксогымский сельский округ) — адміністративна одиниця у складі Теректинського району Західноказахстанської області Казахстану. Адміністративний центр — село Аксогим.
Населення — 1179 осіб (2021; 1560 у 2009, 2484 у 1999, 2367 у 1989).
Станом на 1989 рік існувала Восходська сільська рада (села Бозай, Восход, Калінін, Карасу, Макпал, Улкен-Єнбек) Чапаєвського району.

## Склад
До складу округу входять такі населені пункти:
| Населений пункт  | Старі назви | Населення, осіб (1989) | Населення, осіб (1999) | Населення, осіб (2009) | Населення, осіб (2021) |
| ---------------- | ----------- | ---------------------- | ---------------------- | ---------------------- | ---------------------- |
| Аксогим, село    | Восход      | 1190                   | 1160                   | 692                    | 549                    |
| Бозай, село      | -           | 229                    | 295                    | 232                    | 154                    |
| Макпал, село     | -           | 177                    | -                      | -                      | -                      |
| Табинбай, село   | Калінін     | 128                    | 146                    | 95                     | 52                     |
| Улкененбек, село | Улкен-Єнбек | 574                    | 883                    | 541                    | 424                    |
| --Карасу, село   | -           | 69                     | -                      | -                      | -                      |